# لوکو (رپر)
کوان هیوک وو (کره‌ای: 권혁우; زادهٔ ۲۵ دسامبر ۱۹۸۹) که بیشتر با نام هنری لوکو (کره‌ای: 로꼬؛ انگلیسی: Loco) شناخته می‌شود، رپر اهل کره جنوبی است. نام او، لوکو، در زبان اسپانیایی به معنای «دیوانه» است.